# تاتیتلک (آلاسکا)
تاتیتلک (به انگلیسی: Tatitlek) شهری در ناحیه سرشماری والدز-کوردووا، آلاسکا ایالت آلاسکا است که جمعیت آن در سرشماری سال ۲۰۰۰ میلادی ۱۰۷ نفر بوده‌است.